# Francisco Guevara
Alejandro Francisco Guevara Olivera (San Juan, 18 de marzo de 1992) es un político argentino del Partido Justicialista, que se desempeñó como diputado nacional por la provincia de San Juan desde 2019. Por dos años, ostentó el título del diputado más joven del Congreso Argentino.
En diciembre de 2021, con mandato cumplido, se convirtió en el secretario de Estado de Ambiente y Desarrollo Sustentable de la Provincia de San Juan, cargo que ocupa hasta la fecha.

## Biografía
Nació en 1992 en la ciudad de San Juan. Ha estado involucrado políticamente desde su juventud, siendo activo en la Juventud Peronista. Creció en el departamento Rivadavia y terminó la secundaria en el Colegio Pérez Hernández.
Comenzó su carrera política a los 22 años como asistente legislativo en la Cámara de Diputados de la Provincia de San Juan y luego trabajó como asesor en el Ministerio de Turismo y Cultura de la provincia. Es presidente del Congreso de la Juventud Peronista en la provincia de San Juan.
En las elecciones legislativas de 2017, fue el primer candidato suplente en la alianza «Frente Todos», la lista del Partido Justicialista. Luego de las elecciones presidenciales de 2019, la diputada Daniela Castro (quien se había postulado como la segunda candidata en la lista del Frente) renunció a su banca para asumir un cargo en el Ministerio de Defensa de la Nación. Con las otras mujeres en la lista declinando el puesto (según la Ley de Paridad de Género de 2017), Guevara asumió como diputado en lugar de Castro. Asumió el cargo el 19 de diciembre de 2019. Integra el bloque del Frente de Todos. Con 27 años, se convirtió en el diputado masculino más joven en la legislatura 2019-2021.
Es secretario de la comisión de Familia, Niñez y Juventudes e integra como vocal las comisiones de Cultura; de Mercosur; de Minería; de Prevención de Adicciones y Control del Narcotráfico; y de Turismo. Votos a favor del proyecto de ley de Interrupción Voluntaria del Embarazo de 2020, que fue aprobada por la Cámara, siendo el único diputado de la provincia de San Juan que votó a favor de la legalización del aborto.